# 제46회 서울독립영화제
제46회 서울독립영화제는 2020년 11월 26일에 열린 시상식이다.

## 수상 및 후보

### 장편 대상
- 휴가 - 이란희 수상

### 단편 대상
- 실 - 이나연 외 1명 수상

### 최우수작품상
- 사당동 더하기 33 - 조은 수상

### 최우수단편상
- 가양7단지 - 서예향 수상

### 우수단편상
- 유령들 - 박지연 수상

### 독립스타상- 배우부문
- 휴가 - 이봉하 수상
- 실버택배 - 변중희 수상

### 열혈스태프상
- 정말 먼 곳 - 양정훈 수상

### 새로운선택상
- 최선의 삶 - 이우정 수상
- 7011 - 이상민 수상

### 집행위원회특별상
- 재춘언니 - 임재춘과 콜드-콜텍 노동자들 수상

### 독불장군상
- 휴가 - 이란희 수상

### 장편경쟁 특별언급
- 학교 가는 길 - 김정인 수상

### 경쟁부문 - 단편
- 그림자 두번째 소개 - 이지선
- 가양7단지 - 서예향
- 고양이는 자는 척을 할까 - 장윤미
- 과정의 윤리 - 전수빈
- 그라이아이: 주둔하는 신 - 정여름
- 데마찌 - 김성환
- '레드필터가 철회됩니다.' - 김민정
- 버드세이버 보고서 제 1장 - 최희현
- 서정시작법 - 윤혜인
- 송유빈은 못말려 - 오우리
- 실 - 이나연 외 1명
- 실버택배 - 김나연
- 얼룩 - 하수화
- 여름의 나무들 - 이수유
- 외숙모 - 김현정
- 우리의 낮과 밤 - 김소형
- 윗치 완더 휘슬 - 이주연
- 유령들 - 박지연
- 이별여행 - 박수린
- 일기 예보 - 임혜빈
- 자매들의 밤 - 김보람
- 작년에 봤던 새 - 이다영
- 정오에서 - 채의석
- 조금 부족한 여자 - 허수영
- 터널 - 김유진
- 희지의 세계 - 이효정

### 경쟁부문 - 장편
- 더스트맨 - 김나경
- 방문객들 - 최혁진
- 봉명주공 - 김기성
- 빛과 철 - 배종대
- 사당동 더하기 33 - 조은
- 셀프-포트레이트 2020 - 이동우
- 열두살 - 박성진
- 재춘언니 - 이수정
- 정말 먼 곳 - 박근영
- 종착역 - 권민표 외 1명
- 학교 가는 길 - 김정인
- 휴가 - 이란희

### 새로운 선택 - 단편
- 7011 - 이상민
- 남산 - 김영찬
- 노인은 사자 꿈을 꾸고 있었다 - Ⅰ - 무진형제
- 달팽이 - 김태양
- 당신에 대하여 - 신동민
- 수라(修羅) - 정해지
- 신도시 키드 - 김유원 외 1명
- 아유데어 - 정은욱
- 아홉 살의 사루비아 - 장나리
- 안나 - 한정길
- 어떤애와 다른애 그리고 레이 - 이현경
- 여름의 사랑 - 김서현
- 재형이는 누구를 초대했는가? - 박건
- 체류자 - 전문호
- 조지아 - 제이 박

### 새로운 선택 - 장편
- 걸 위드 더 카메라 - 안희수
- 라임크라임 - 이승환
- 사람은 무엇으로 살아가나 - 표민수
- 최선의 삶 - 이우정
- 클라이밍 - 김혜미
- 태어나길 잘했어 - 최진영
- 헝거 - 강다연
- 라임크라임 - 유재욱

### 페스티벌 초이스-장편
- 1984, 최동원 - 조은성
- 그대 너머에 - 박홍민
- 기쁜 우리 여름날 - 이유빈
- 나는 조선사람입니다 - 김철민
- 달이 지는 밤 - 김종관 외 1명
- 메이드 인 루프탑 - 김조광수
- 멧돼지 잡기 - 이장원
- 사상 - 박배일
- 선데이리그 - 이성일
- 십개월 - 남궁선
- 위대한 계약: 파주, 책, 도시 - 정다운 외 1명
- 위안 - 이혜린
- 진도 - 유동종
- 총을 들지 않는 사람들 2: 금기에 도전 - 김환태
- 파이터 - 윤재호
- 홈리스 - 임승현

### 페스티벌 초이스-단편
- 건설 유니버스의 어떤 오류 - 박군제
- 검은 옷을 입지 않았습니까? - 백종관
- 그녀를 지우는 시간 - 홍성윤
- 김현주 - 강지효
- 나와 승자 - 김아영
- 두 개의 물과 한 개의 라이터 - 조희영
- 마지막 손님 - 이제한
- 무협은 이제 관뒀어 - 장형윤
- 미믹 - 강다민 외 3명
- 민서와 할아버지 - 정휘빈
- 바다가 보인다 - 이창원
- 바람 어디서 부는지 - 김지혜
- 어제 내린 비 - 송현주
- 우주의 끝 - 한병아
- 울렁울렁 울렁대는 가슴안고 - 안재홍
- 이주선 - 오유빈
- 중성화 - 김홍기
- 캠핑을 좋아하세요 - 김꽃비
- 파란 - 김현민
- 파란 나라 - 김영글
- 함께 살개 - 이윤지
- 호랑이와 소 - 김승희

### 독립영화 아카이브
- 공장의 불빛 - 이은
- 노란 깃발 - 장동홍
- 87에서 89로 전진하는 노동자 - 이은 외 1명
- 하늘아래 방한칸 - 이수정
- 깡순이, 슈어 프로덕츠 노동자 - 이상인

### 창작자의 작업실
- 폐쇄 회로 - 김경묵
- 둥지 - 김경묵
- 소리 산책 - 김경묵
- 영원과 하루 - 민병훈

### 뉴 쇼츠
- UNION SUNNY CLUB - 김소영
- 마이씬 - 김부철 외 1명
- 선풍기를 고치는 방법 - 손수현
- 생각하는 사람 - 남연우
- 평야의 댄서 - 황영 외 2명
- 유지 - 김아름
- 내일은 - 김명화
- 잃어버린 외장하드를 찾는 이상한 모험 - 백승화
- 상규형이 하지 말랬어. - 김동하
- 캠프 페이지 - 장우진
- 신의 아이들은 연기가 어렵다 - 변성빈
- 비디오 킬 더 라디오스타 - 한해인
- 무고무고 - 이원우 외 2명
- 섬퀴어 복희 - 김성은 외 1명
- 너의 오름 - 박석영